# Loveless (Tomohisa Yamashita)
Loveless è un brano musicale del cantante giapponese Tomohisa Yamashita, pubblicato come suo secondo singolo il 18 novembre 2009. Il singolo ha raggiunto la vetta della classifica Oricon dei singoli più venduti in Giappone, vendendo 270 479 copie.

## Tracce
Edizione limitata vers.A JECN-0205
CD
1. Loveless
2. Run From You

DVD
1. Loveless -Music Clip-
2. Loveless -Making-

Edizione limitata vers.B JECN-0207
1. Loveless
2. Run From You
3. ME
4. Moon Light

Edizione regolare JECN-0208
1. Loveless
2. Crush On You
3. Dance Jam
4. After the Rain
5. Loveless (Instrumental)

## Classifiche
| Classifica (2009) | Posizione più alta |
| ----------------- | ------------------ |
| Giappone (Oricon) | 1                  |